# ديلون باورز
ديلون توماس باورز (بالإنجليزية: Dillon Thomas Powers)‏ (مواليد 14 فبراير 1991 ب‍بلينو في الولايات المتحدة - ) هو لاعب كرة قدم أمريكي في مركز الوسط. شارك مع منتخب الولايات المتحدة تحت 18 سنة لكرة القدم ومنتخب الولايات المتحدة تحت 20 سنة لكرة القدم. أما مع النوادي، فقد لعب مع كولورادو رابيدز وAustin Aztex ‏.

## وصلات خارجية
- ديلون باورز على موقع الاتحاد الدولي (مؤرشف)  (الإنجليزية)
- ديلون باورز على موقع الدوري الأمريكي (الإنجليزية)
- ديلون باورز على موقع قاعدة بيانات كرة القدم.إي يو (الإنجليزية)
- ديلون باورز على موقع Soccerway.com (الإنجليزية)
- ديلون باورز على موقع عالم كرة القدم.نت (الإنجليزية)
- ديلون باورز على موقع AS.com (الإسبانية)